# Enzo Vecchiè
Enzo Vecchiè (Serramazzoni, 15 gennaio 1951 – Ferrara, 10 novembre 2013) è stato un calciatore italiano, di ruolo difensore.
È scomparso nel 2013 all'età di 62 anni dopo una lunga malattia.

## Carriera
Cresciuto nelle giovanili dell'Inter, dove ricevette il soprannome di Lupo, in prima squadra fece la sua prima e unica apparizione in Coppa delle Fiere il 4 marzo 1970 contro l'Hertha Berlino. Nel 1970 passa alla SPAL con cui nel campionato di Serie C 1972-1973 raggiunge la promozione in Serie B. Con gli estensi - i cui tifosi lo ribattezzarono Topo - gioca 35 gare in cadetteria nella stagione 1973-1974 prima di passare al Brindisi, con cui disputa altri due campionati nella serie cadetta con 44 presenze all'attivo.
Negli anni successivi scende di categoria in Serie C con il Benevento e chiude la carriera da professionista giocando in Serie C1 con Reggina ed Alessandria e infine in Prima Categoria nel girone C di Bologna nella squadra biancoceleste A.C. Persicetana del presidente Graziano Marchesini e DS Caretti Guido.

## Palmarès

### Club

#### Competizioni nazionali
- Serie C: 1

S.P.A.L.: 1972-1973
Competizioni Regionali
- Prima Categoria 1981-1982 (A.C. Persicetana)